# Nhà thờ chính tòa Đức Bà Québec
Nhà thờ chính tòa Đức Bà Quebec, tọa lạc tại số 16, đường de de Buade, thành phố Quebec, Quebec, là nhà thờ nguyên thủy của Canada và là trụ sở của Tổng giáo phận Công giáo La Mã Quebec, lâu đời nhất ở châu Mỹ phía bắc thuộc địa Tây Ban Nha ở Florida và New Mexico. Đây cũng là nhà thờ giáo xứ của giáo xứ lâu đời nhất Bắc Mỹ Mexico và là phía bắc đầu tiên của Mexico được nâng lên cấp bậc tiểu vương, bởi Giáo hoàng Pius IX vào năm 1874. Đây là địa điểm lịch sử quốc gia Canada, và tọa lạc trong di sản thế giới UNESCO Khu lịch sử Phố cổ Québec.

## Lịch sử
Nằm trên địa điểm này từ năm 1647, nhà thờ đã hai lần bị hỏa hoạn phá hủy trong suốt nhiều thế kỷ.
Một lần lặp lại trước đó của nhà thờ đã bị phá hủy trong Cuộc bao vây Quebec năm 1759. Nó được xây dựng lại từ kế hoạch của Gaspard-Joseph Chaussegros de Léry đã thoát nước vào năm 1743. Tuy nhiên, tháp chuông được thiết kế bởi Jean Baillairgé. Nội thất được thiết kế bởi Jean Baillairgé và con trai của ông, François từ năm 1786. Vào năm 1843, con trai của François, Thomas, đã đề nghị xây dựng lại mặt tiền để giống với nhà thờ Sainte-Geneviève ở Paris, dẫn đến mặt tiền Neo-classic đẹp nhất ở Québec. Nhà thờ được trang trí phong phú với các tác phẩm nghệ thuật ấn tượng: baldaquin, tán cây, hoa cúc ngai vàng, cửa sổ kính màu, tranh vẽ, và đèn ch lăng (một món quà của Louis XIV).
Năm 1922, nhà thờ một lần nữa bị hỏa hoạn, lần này là bởi phần Ku Klux Klan của Canada, và được phục hồi bởi các kiến trúc sư Maxime Roisin và Raoul Chenevert. Raoul Chenevert đã thêm một buổi chiêu đãi bên cạnh Nhà thờ vào năm 1931-32.
Năm 2014, nhà thờ kỷ niệm 350 năm thành lập. Là một phần của lễ kỷ niệm, một cánh cửa thần thánh đã được xây dựng, thứ hai bên ngoài châu Âu và chỉ thứ tám trên thế giới. Cửa thánh được mở vào ngày 8 tháng 12 năm 2013 và vẫn mở cho đến ngày 28 tháng 12 năm 2014. Nó lại mở từ ngày 8 tháng 12 năm 2015 đến ngày 20 tháng 11 năm 2016 cho Năm Thương Xót sau đó được niêm phong cho đến năm 2025.